# Schober-Zeichen

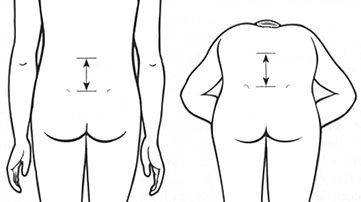
Darstellung der Hautmarken zur Messung beim Schober-Test

Das Schober-Zeichen oder Schober-Maß (benannt nach Paul Schober) ist ein Funktionstest für die Beweglichkeit der Lendenwirbelsäule. Am stehenden Patienten wird eine Hautmarke über dem Dornfortsatz von S1 und 10 cm weiter nach oben (kranial) aufgetragen. Bei maximaler Flexion (nach vorne beugen) weichen die Hautmarken normalerweise um 5 cm auseinander, bei Dorsalextension (nach hinten strecken) verringert sich der Abstand um 1–2 cm. Eine Bewegungseinschränkung der Wirbelsäule mit verminderter Beugbarkeit findet sich z. B. bei Spondylitis ankylosans (Morbus Bechterew).
Der Test wurde 1937 von Paul Schober beschrieben.

## Belege
1. ↑  A. Ficklscherer: Basics Orthopädie und Traumatologie. Urban & Fischer bei Elsevier 2005, ISBN 3-437-42206-5.
2. ↑  P. Schober: Lendenwirbelsäule und Kreuzschmerzen. In: Munch Med Wochenschr. 84, 1937, S. 336–338.